# Коловодник американський
Коловодник американський (Tringa semipalmata) — вид сивкоподібних птахів родини баранцевих (Scolopacidae).

## Поширення та підвиди
Вид гніздиться в Північній Америці, зимує на півдні Північної Америки, у Центральній Америці, Вест-Індії та Південній Америці.
Визнано два підвиди:
- T. s. inornata (Brewster, 1887): гніздиться від прерійних провінцій Канади на південь до північно-східної Каліфорнії, північного Колорадо та західної Небраски. Зимує переважно на тихоокеанському узбережжі від півдня Сполучених Штатів до півночі Південної Америки аж до північного Чилі. Деякі з них зимують на узбережжі Атлантичного океану на півдні Сполучених Штатів.[4]
- T. s. semipalmata (Gmelin, 1789): гніздиться від південного Ньюфаундленду та вздовж атлантичного узбережжя Сполучених Штатів до Мексиканської затоки, включаючи Карибські острови; зимує у Вест-Індії та вздовж східного узбережжя Південної Америки аж до півдня Бразилії та Аргентини. Немає документально підтверджених записів про зимівлю цього таксону в США.[5]